# 少年包青天
《少年包青天》是中国大陸制作的一部古装悬疑题材电视连续剧系列，截至2006年共推出三部作品，累计125集。该系列由北京电视台与上海东方电视台联合出品，分别于2000年（第一部）、2001年（第二部《少年包青天2》）、2006年（第三部《少年包青天之天芒传奇》）完成首播，播出后在中国大陆各省级电视台取得较高收视率。
剧集以北宋名臣包拯的青年时期为创作蓝本，采用单元剧叙事结构，通过虚构化的艺术加工，塑造了包拯（周杰/陆毅/邓超 饰）、公孙策（任泉/赵阳 饰）、展昭（释小龙/何中华 饰）等核心人物形象。剧情融合历史传奇与公案元素，主要展现主角团侦破复杂命案的过程，其间穿插人物成长线索与情感纠葛。作品类型定位为古装悬疑剧，兼具励志主题表达，案件设计多包含密室杀人、连环凶案等本格推理要素，部分情节借鉴日本推理小说经典手法。

## 少年包青天I
本剧描述少年包拯在校，赴京赶考时所发生的故事。共40集。
该剧因抄袭
，甚至照搬了日本推理漫画《金田一少年事件簿》和《名侦探柯南》的手法，而受到广泛的批评。但该剧同时也是目前3部系列中，口碑最好的。原因都包括：演员演的投入、人物形象定形、美女众多、手法没用太多以至剧情不顺等。

### 主演
| 演員   | 角色   | 香港配音 |
| 周     | 包拯   | 雷霆     |
| 釋小龍 | 展昭   | 林丹鳳   |
| 任泉   | 公孫策 | 蘇強文   |
| 李冰冰 | 凌楚楚 | 梁少霞   |
| 劉怡君 | 龐飛燕 | 林元春   |
| 陳道明 | 八賢王 | 陳欣     |
| 王繪春 | 龐太師 | 譚炳文   |
| 鄭佩佩 | 包大娘 | 黃鳳英   |
| 賈致罡 | 宋仁宗 | 林保全   |

### 职员表
- 导演：胡明凯
- 编审编剧：黄浩华
- 出品人：刘迪一、陈勇、郑晓龙
- 制片人：潘洪业、刘之毅
- 制片主任：殷春树
- 总监制：陆莹、王惠
- 制作总监：陈勇
- 责任监制：李国平、李俊明
- 策划：潘洪业、陈秀兴
- 制作统筹：曾绍廷
- 剧务：陈克武、郭松高、谭迎春

### 剧情
第一单元《名扬天下》　1~6集
北宋仁宗年间，北方有遼國与高麗。包拯（周杰飾）與府尹之子公孫策（任泉飾）為廬州（今合肥）天鴻書院學生。高麗太子與七皇子在與高麗使團在廬州稍作休息，卻相繼被殺。
凶手：庐州刀头沈良，包拯好友，實則遼國潜伏在宋朝的間諜耶律良材(何中华飾)。
動機：挑起高麗與宋國的紛爭，好讓遼國乘虛而入。
抄襲：1、凶手行凶后混入人群——柯南《柯南vs怪盗KID》。
　　　2、凶手藏在密室里——柯南《结婚前夜的密室事件》。
　　　3、沈良殺小艾——金田一《異人館村殺人事件》：小田切進殺時田若葉，時田若葉毫不還手甘願死去的情節。
第二单元《血祭坛》　7~12集
包拯的同學展俊被擊碎胸骨殺害，曾在展俊生前與他起過爭執的公孫策被懷疑是兇手，被收監入獄卻屢遭刺客襲擊，原來是展俊的弟弟展昭（釋小龍飾），為替哥哥報仇而來。之後天鴻書院的老師及為查案而來的木都統陸續被殺。
兇手：天鴻書院的音樂老師蒙放，侉屹族的生還者。
幫兇：常雨，蒙放的妹妹。
動機：為替被集體滅族的侉屹族復仇。
抄襲：1、线索设定——金田一《塔羅山莊殺人事件》：速水鈴香與哥哥害怕在脖子上繫東西。
　　　2、蒙放與常雨的關係——金田一《墓場島殺人事件》：兩人生長的村子被燒毀，隱藏關係各過各的生活。
　　　3、无头尸体诡计——金田一《飞弹机关宅邸杀人事件》
　　　4、穿死者的鞋子偽裝成死者自行出入——金田一《歌劇院殺人事件》
　　　5、兇手用受害人屍體偽裝成自己後繼續殺人——金田一《悲戀湖傳說殺人事件》
　　　6、死者手中握著的死前訊息——金田一《魔神遺跡殺人事件》：死者手中握著提示兇手身份的證物而本體被取走
第三单元《隱逸村之迷》　13~18集
路過楚楚家鄉隱逸村，三個月前卓七被砍去右臂並被残忍殺害，後來楚楚之父的幾個結拜兄弟先後被殺，中了劇毒暗器暴雨梨花针的楚楚之父凌父也在展昭的守護下被人砍去頭顱。
兇手：卓七的兒子卓雲。
動機：為親生母親及外公一家復仇。
抄襲：情節手法完整照搬金田一中的《異人館村殺人事件》，只稍微修改細節。 
第四单元《殿前揚威》　19~24集
包拯等人來到京城，與在隱逸村認識的龍秋燕重逢，得知原來她是龐太師的女兒龐飛燕。考生阮文浩、向天問及店小二周八斤相繼被殺害，公孫策也因差點解開兇手之迷被下毒，性命危在旦夕。
兇手：龐太師女婿，同時為主考官的崔明沖。
動機：因青梅竹馬名妓雲霜自殺之迷被威脅。
抄襲：1、殺害向天問時的不在場證明——金田一《绞首之学园杀人事件》：預先考下一科的手法。
　　　2、假書櫃——金田一《明智少年之最初事件》。
　　　3、吊籃手法&錯指兇手——金田一《雪夜叉傳說殺人事件》。
　　　4、《董事长千金绑架事件》柯南
第五单元《五鼠闹相国》　25~30集
回盧州路上，眾人來到展昭出家的相國寺，展昭的四師兄戒空，從山崖掉下摔死，相國寺附近的五個孤兒“五鼠”被懷疑是兇手。衍悔住持在屋中突然圆寂，全身筋脈盡斷，接著西夏僧人達摩智與巡撫杭天豹接連死去。
兇手：三師兄戒賢
動機：住持衍悔三十年前犯下色戒，錦毛鼠是他的孫子，被殺眾人發現這個秘密，威脅戒賢要大日如來經及住持之位，戒賢為了維護衍悔住持和相國寺的聲譽殺人。
抄襲：1、杭天豹在藥房的藥櫃上劃下劍痕「戒」字，藥櫃被重新排過－－名偵探柯南《古董收藏家殺人事件》。
　　　2、相同房间——名偵探柯南原創動畫《週一晚上七点半杀人事件》
　　　3、答卷暴露凶手身份——《福尔摩斯迷杀人事件》柯南
第六单元《魔法幻影》　31~34集
公孫策和包拯兵分兩路，與飛燕、展昭在途中結識了一知名戲班彩雲天，結伴同行。然而到了鄭州來燕鎮，戲班中人陸續死去。
兇手：丫頭和戚老爹／彩雲天戲班裏的康穚
動機：為報仇／為三年前失去的寶物金龍
第七单元《翻龍劫》　35~40集
祭天之日，八賢王在大殿中醒來，手中握着一个沾有血迹的铜烛台，宫女秀珠死在脚下，被皇上與朝廷百官當場撞見，将于六天后问斩。包拯與公孫策等人急忙上京，不料搜查中捕頭利小刀死在自己房裡，查到最後，八賢王的案子卻牵出了皇宫中封尘已久的狸猫换太子大案。二十五年前，李妃與皇后同時懷有龍胎，先皇下旨先出生的皇子便立為太子，不料先生產的李妃誕下的卻是狸貓，此後李妃被打入冷宮。
犯人：秀珠（自殺）／利小刀（自殺）
動機：引出二十五年前的真相／為了掩護八賢王，並嫁禍給郭槐
抄襲：利小刀密室之死——名偵探柯南《偶像密室殺人事件》

## 少年包青天II
描述自第一部后，包拯侍母还乡后，于庐州当教书先生，又再次踏上征途的故事。共40集。
在第二部中，演员阵容和第一部相較之下有很大的改變，有些角色變動則給予解釋（八賢王出使遼國，龐太師南巡未歸，凌楚楚同包母一同云游天下）
据编剧刘毅在自己的博客中所称“《少年包青天I》就是拿「金田一」改造的”
，而他自己所编的《少年包青天II》的案件和手法在原创性上是大大的提高，没有少包I中的抄袭现象。同时本剧增加了宋慈《洗冤集录》中的那些惊世骇俗古代验尸手法的元素。不过该剧第4单元偷天换日的剧情是借典《金田一少年事件簿》的怪盗绅士杀人事件，同时包拯的名言则是“谜题解开了”以及“真相只有一个”。

### 主演
| 演員   | 角色   | 香港配音 |
| 陸毅   | 包拯   | 雷霆     |
| 任泉   | 公孫策 | 蘇強文   |
| 釋小龍 | 展昭   | 林丹鳳   |
| 范冰冰 | 小蜻蜓 | 陳凱婷   |
| 李卉   | 陸湘湘 | 陸惠玲   |
| 劉虎   | 王朝   | 馮錦堂   |
| 姚健   | 馬漢   | 鄺樹培   |
| 姚立群 | 張龍   | 潘文柏   |
| 李飛   | 趙虎   | 陳欣     |
| 佟大為 | 宋仁宗 | 李錦綸   |
| 劉威   | 三廉王 | 盧國權   |
| 公方敏 | 花公公 | 梁志達   |

### 职员表
- 导演：胡明凯、曾谨
- 副导演：罗莎、宋洋、黎健生、黄嘉伟
- 编剧：刘毅
- 出品人：陈勇、郑晓龙、胡进军
- 总监制：陆莹、沈明昌
- 制片人：潘洪业、刘之毅
- 制作统筹：潘世鸿
- 制片主任：吴永林
- 制片：林志遥、姜云根、吴永伟、黄福梁

### 剧情
第一单元《英雄本色》　1~9集
仁宗寻回包拯（陆毅饰）要求严查横陇决堤的贪污弊案，包拯接圣旨上京，途中遇到“怪人”王朝，包拯给他一饭之恩。刚回京，就闻专司财务的大臣陈也申在密室内中毒而死，为查命案的包拯发现有人行刺廉王，幾次暗杀行動下，廉王終於說出十九年前的往事，發現宮女小蜻蜓（范冰冰飾）竟是他的親生女兒。公孙策染上奇疾，逐日失明，因此著急著要与包拯一决高下，雖破解了陳也申毒殺一案，卻因小失大，反讓能指證幕後指使人的人證被斬。公孫策被包拯一陣指責，加上雙眼完全失明，心緒崩潰。案子最终是以欲夺宫的太尉卞谋延被包拯指证而结束。
第二单元《义薄云天》　10~16集
10~11集。包拯上京時遇到的怪人王朝與其義弟马汉入獄，即日問斬。馬漢被诬强奸妇女，王朝劫犯失敗一同被捕。寄居在何府的書生李道抢劫了五十貫錢和五顆珍珠，并强奸了何員外閨女何秀流，匆忙逃走之時落下了五十貫錢，讓打更的馬漢拾獲。經此一案，包拯心底興起了當父母官的念頭，當上了定遠縣的縣令；公孫策在建國寺住持的開導下，心緒大開，主動要求成為包拯的主簿，兩人再度和好如初。
12~16集。十年前的三家七口八屍案，定远县桃园惨案的疑凶乔泰杀害了陈大、张根、王田三家七口八命，包拯召來陈大、張根、王田三人，但此三人卻陸續失蹤、被燒死。喬泰因小蜻蜓修好了他妻子的遺物－蝴蝶髮簪，而對小蜻蜓敞開心房，臨死前說出了十年前的真相。
第三单元《藏龙卧虎》　17~24集
包拯接受皇上密令，暫離定遠縣，展昭無意間聽到了有人想在金龙寺刺殺包拯，與公孫策、花公公、王朝喬裝成雜耍藝人來到金龍寺。展昭在封闭的饭堂里中了剧毒七絕散。下毒真凶是金龙寺住持来恩大师，他是七省淫魔裘霸天，淫污多名妇女。
第四单元《偷天换日》　25~30集
名画「牡丹亭少女」重现江湖，小晴蜓冒充画家「冯止水」的女儿混入馮家查探義父盧有涯的下落，在冯府地牢裡發現一副骸骨，經過驗屍及瘋婦顏四娘的自白，證實那副骸骨確實是小晴蜓的义父。其义父被馮止水欺騙，所作的畫都以馮止水的名義被賣了出去。經過包拯與小蜻蜓一番查證，顏四娘說是她毒死了盧有涯，但馮止水之弟馮永吉卻又說是自己砍死了他……
(本單元情節仿照金田一少年之事件簿的"怪盜紳士的殺人")
第五单元《石破天惊》　31~35集
展昭原本打算回相国寺，途中遇到一名叫「芳芳」的小孩，假冒的乔穆峰与乔珠峰乔氏兄妹说要带他俩去逍遥岛，被展昭识破，他俩去找一线天之宝藏，后展昭得知芳芳为哈维拉族的公主，最后为芳芳找到族中的神石，去逍遥岛的办法与破解一线天之谜。
第六单元《天罗地网》　36~40集
王朝、马汉、张龙、赵虎都被人陷害，又闻仁宗遇刺，被人用铁头套套着的凶手已被抓到，襄阳王欲夺王位，而廉王装疯，包拯找到了铁头套人，原来他是真的仁宗，当今皇帝只是一个酷似仁宗的一个平民，到最后包拯设计将假仁宗带上头套，真仁宗回归皇位，襄阳王仍以为坐在皇位者仍是自己安插的假仁宗，于是逼「假仁宗」让位给他，最终襄阳王则当众自杀，临死时还说「我是皇上」。

## 少年包青天III之天芒传奇
描述自两年前，包拯忽接到一封信，便急急离开家园，之后便音讯全无。後來隨公孙策等人尋找天芒的故事。共45集。
该剧因抄袭了《金田一少年之事件簿》《民俗学者八云树》《侦探学院Q》《名侦探柯南》等多部日本推理漫画的手法与情节被认为该剧编剧沐清华是在忽悠观众。同时，也有很多观众对演员阵容的再次换血、剧中美女过少，以及“傻大包”这种颠覆包拯形象的设定不满。不过，第三部因剧情上增加了许多笑料元素，被认为是一次创新。

### 主演
| 演員   | 角色     |
| 鄧超   | 包拯     |
| 秦麗   | 小蠻     |
| 趙陽   | 公孙策   |
| 釋小龍 | 展昭     |
| 鄔倩倩 | 包大娘   |
| 楊蓉   | 小風箏   |
| 吳樾   | 耶律俊才 |
| 何中華 | 龐統     |
| 賈一平 | 宋仁宗   |

### 职员表
- 导演：胡明凯
- 编剧：沐清华

### 剧情
第一單元《重現江湖》　1~9集
包拯（邓超饰）由于仁宗“龙”的追赶坠崖而失去记忆，后来包拯在双喜镇风月楼做小杂工时认识了皇帝仁宗为得天芒安插在他身边扮成妓院小丫鬟的仁宗未过门的皇后柴郡主小蛮，皇帝故意使新「大宋第一聪明人」三品侍郎公孙策途经风月楼时发现了失踪逾两年的因爱吃包子被戏称为「傻大包」包拯。
兇手：木蘭(馬回峰)
動機：為了替自己的父親報仇
抄襲：1.密室琴声杀人——《侦探学园Q》——第九～十卷 幻奏馆杀人事件（手法）
　　　2.凶手男扮女——《金田一少年之事件簿》——悲报岛杀人事件（情节）
　　　3.大家買一樣的黑晶石手鍊——《金田一少年之事件簿》——雪影村杀人事件（情节）
　　　4.窗台沒腳印——《金田一少年之事件簿》——歌劇院杀人事件（情节）
第二單元《三大神器》　10~16集
包拯重出江湖没几日就破了秦始皇派到东海找长生不老药的徐福又称神武天皇传下的「三大神器」八咫镜、琼曲玉以及草薙剑 的秘密：里面藏有一藏宝地图，而「宝」就是天芒。
兇手：東瀛少將軍鐵男/無止大師
動機：為了找出自己同父異母的弟弟/為了替母親報仇及為了不讓師父跟師兄枉死
抄襲：1.将盐撒在地上作成脚印形状下雪时便”留下“脚印做不在场证明——《金田一少年之事件簿》——雪影村杀人事件（手法）
　　　2.给尸体加热来提前死亡时间——《侦探学园Q》——第十二卷 这里是DDS科学研究所（手法）
其它：2015年連載的《金田一少年之事件簿》——吸血櫻杀人事件有一情節與一孽大師被兇手刺後為了替兇手掩飾，把現場用成密室，把神器之一八咫镜插進自己被刺的傷口裡的情節相同
第三單元《脸谱杀人》(靈力殺人)　17~25集
西灵王脸谱杀人，结尾部分原来凶手是装死的刘巡抚，而“zhang ben”在脸谱中的提示含义不是西陵王“张奔”而是藏有当地官员贪赃名册的“帐本”。
兇手：劉義
動機：劉義跟被殺的三人(京城四少)原先為了抵抗龐太師而建立西朝，後來走錯路變成貪官，得病之後對自己的行為悔悟，決心解散西朝，但另外三人不肯
抄襲：1.透视信封以及预知公孙策想的数字——日剧《Trick圈套》第一～三集（情节+手法完全相同，唯一一个日剧）
　　　2.脸谱的构思——《民俗学者八云树》——面具馆杀人事件（情节）
　　　3.起火的密室，不可能搬动的石臼——《金田一少年之事件簿》奇怪马戏团杀人事件 或《侦探学园Q》——魔矢姬传说杀人事件（手法）
　　　4.先将尸体放到悬崖下，凶手再上演跳崖的戏——《侦探学园Q》——第六卷 金太遭遇的事件（手法）
第四單元《凤凰勾魂》　26~30集
「凤凰勾魂」之谜的解释是前太医令雪医写下《金匮医术》一书的金匮杀的人，将刚死的女弟子二白、大第子大椎、三弟子三阳以及最早被害死的小弟子如心的尸体用蜡烛倒影在屏风上，就出现了「凤凰勾魂」的离奇故事。
兇手：金匮大夫
動機：為了替自己的愛人─小弟子如心報仇
抄襲：1.船中的尸体——《民俗学者八云树》——七夕传说杀人事件（情节+手法）
　　　2.倒立的影像——《侦探学园Q》——第十二卷 用灵异照相机来拍照（手法）
第五單元《天芒现》　31~39集
包拯破解出了天芒所在地，一行人继续踏上了寻找天芒之路。包拯得知庞太师以软禁了包大娘，限他五天内找到天芒。包拯他们来到一个道观，发现小风筝、封大爺、智源大君、耶律文才、火賀半藏等人也受仁宗之邀夺取天芒。
兇手：肖若水
動機：為了守護天芒
抄襲：1.张西被杀死在密室中，旁边留有钥匙——《侦探学园Q》——开堂岛的惨剧中的双重密室（情节手法相同连 台词中“下一个死的也许是你，也许是我”也是天草流推理双重密室后说的。)
　　　2.许多人的名字中都有“月”——《金田一少年之事件簿》——天草财宝传说杀人事件（情节）
　　　3.尸体身旁放有白发——《金田一少年之事件簿》——天草财宝传说杀人事件中白发鬼放的白发（情节）
　　　4.两根铁棍的寻宝探测器以及对它的介绍、之后有人以为找到宝藏而虚惊一场——《金田一少年之事件簿》——天草财宝传说杀人事件（情节）
　　　5.封大爺被杀，门缝中见到巨人——《金田一少年之事件簿》中奇怪马戏团杀人事件（手法）
　　　6.两个圆的死亡留言，相连的两个地方——《侦探学园Q》——神隐村杀人事件（情节手法）
第六單元《杀灭央》　40~45集
包拯带天芒盒子回大宋见仁宗，不料小蛮居然在他面前死了，死亡极离奇，公孙策的一句话最完美的密室杀人，就是自杀，点醒了包拯，包拯在最终结局时公审庞統并指出宋仁宗才是「杀死」小蛮的凶手，而小蛮根本就没有死而是化装成了郡主，并使用天芒的守护者肖若水给他的钥匙打开了天芒盒子，结果居然是空的！秦始皇的长生不老神药包拯悟出应该是使军队以一当十的药，是已经大势已去的宋仁宗用来对抗权倾朝野、京城的庞太师的，并说他分析到陈抟老人传人玄孙女「小风筝」陈鸢说的「子亡，人亡，天亡」就是天芒已经没有的原因。包拯在给大家讲完天芒真相后，忽闻辽兵入侵（公孙策、耶律文才与小风筝三人的计策），庞統带兵出战来抵御辽兵，所有矛盾冰释前嫌……
抄襲：
1. 小蛮“被杀”中用一个球放在腋下来消除脉搏——《名侦探柯南》——20年后的杀机，交响乐号连续杀人事件（手法）

## 评价
本剧第一部播出后出现一些负面评价。观众认为该剧抄袭日本推理漫画《金田一少年之事件簿》和《名侦探柯南》的手法的做法是不妥的。因此该剧第二部的原创性有一定的提高。但该剧第三部依然抄袭了《民俗学者八云树》《金田一少年之事件簿》《侦探学院Q》等多部日本推理漫画的手法。
面对观众的质疑，制片方负责人表示，他们确实借鉴过《金田一少年之事件簿》等漫画中的少量细节，但是他不认为这是“抄袭”：
我们在借鉴漫画故事的时候，正是考虑到这部漫画在日本比较成功，而在国内知道的人并不多，我觉得这样的借鉴能给观众带来更精彩的故事。
同时也有很多观众表示对只会抄袭“漫画”、阅历狭窄的编剧表示失望。